# Andreas Bakkerud
Andreas Bakkerud (Bergen, 10 ottobre 1991) è un pilota automobilistico norvegese che compete nel FIA World Rallycross Championship.

## Carriera
Inizia a muovere i primi passi nell'automobilismo all'età di 8 anni sui kart dove competerà fino ai 15 anni prima di approdare al rallycross.
Dopo aver fatto la "gavetta" nelle categorie minori Bakkerud giunge 4º nel campionato Europeo Rallycross, organizzato dalla FIA, del 2013.
Nella stagione successiva,la prima del FIA World Rallycross Championship,ottiene il sedile della Ford Fiesta messa in pista dalla Olsbergs MSE ; nell'anno del debutto riesce a trionfare in due eventi.
Anche nella stagione successiva rimane col team Olsbergs ottenendo una vittoria al World RX of Italy sul circuito di Franciacorta.
Nel campionato 2016 cambia scuderia e si accasa alla Hoonigan Racing Division,con una Ford Focus RS, capitanata da Ken Block dove rimarrà fino al termine della stagione 2017 ;  in questi due anni riuscirà a conquistare altre vittorie e giungere anche,nella stagione 2016,3º in classifica generale alle spalle di Mattias Ekström e Johan Kristoffersson.
Durante la permanenza nel team Hoonigan,più precisamente nel World RX of Norway del 2016, il pilota norvegese riesce a compiere una vera e propria impresa effettuando uno "clean sweep" ovvero riuscendo a vincere tutte e 4 le batterie di qualificazione,la semifinale e la finale.
Nel 2018 Bakkerud si trasferisce al team EKS RX ,guidato appunto da Ekström, al volante dell'Audi S1 vincitrice del mondiale 2 anni prima : in questa stagione non riuscirà a vincere nessun evento riuscendosi comunque a piazzare al 3º posto a fine campionato.
Complice il disimpegno dei costruttori per il 2019 il pilota norvegese si accasa nel neo nato team Monster Energy RX Cartel,sempre alla guida di un'Audi S1, in coppia con Liam Doran.
Al termine di una stagione estremamente combattuta Bakkerud termina il campionato a pari merito con Timmy Hansen a 211 punti ; nonostante ciò,visto il minor numero di vittorie,il titolo viene assegnato al pilota svedese.
Nel campionato 2020,team e compagno di squadra sono restati gli stessi,ma è cambiata l'auto a disposizione passando dall'Audi S1 alla Renault Megane RS RX.
I risultati non sono stati agli stessi livelli della stagione precedente in quanto il pilota norvegese ha concluso il campionato al 7º posto con 121 punti.
Dopo 7 anni di partecipazione continua al FIA WRX,nel 2021,non avendo trovato accordo con alcun team,non gareggerà nel campionato .
Partecipa al round di Svezia sul circuito di Höljes,tenutosi ad Agosto, alla guida di una Skoda Fabia messa in pista dal team ES Motorsport per la categoria Euro RX1 terminando in 3ª posizione
Dato l'ottimo risultato all'esordio il pilota è stato confermato anche per gli eventi successivi ovvero Loheac,in Francia,e Riga in Lettonia; nel primo evento Bakkerud è riuscito a piazzarsi in 4° mentre nel secondo evento non è riuscito a superare le semifinali. Successivamente è stata confermata la sua presenza,col medesimo team,anche per il World Rx of Spa Francorchamps.
Al termine del week end di gara in Belgio,il 10 Ottobre 2021 giorno del suo 30º compleanno, il pilota norvegese conquista il titolo di campione europeo di rallycross per la categoria RX1.
Nel 2022 ha gareggiato,per soli due eventi a fronte dei 6 previsti in calendario,al campionato europeo di rallycross nella categoria RX1 vincendo l'evento di casa tenutosi ad Hell in Norvegia.
Ha partecipato anche a tutto il campionato NitroRx,nella categoria Gruppo E,gareggiando per il Monster Energy Rx Cartel avendo come compagno di squadra Robin Larsson ;riuscirà a conquistare un solo round su 6 durante il week end di gara in Svezia.
Per il 2023 partecipa al campionato Extreme E avendo come compagna di squadra l'italiana Tamara Molinaro.